# Prédio da Inspetoria da Receita Federal

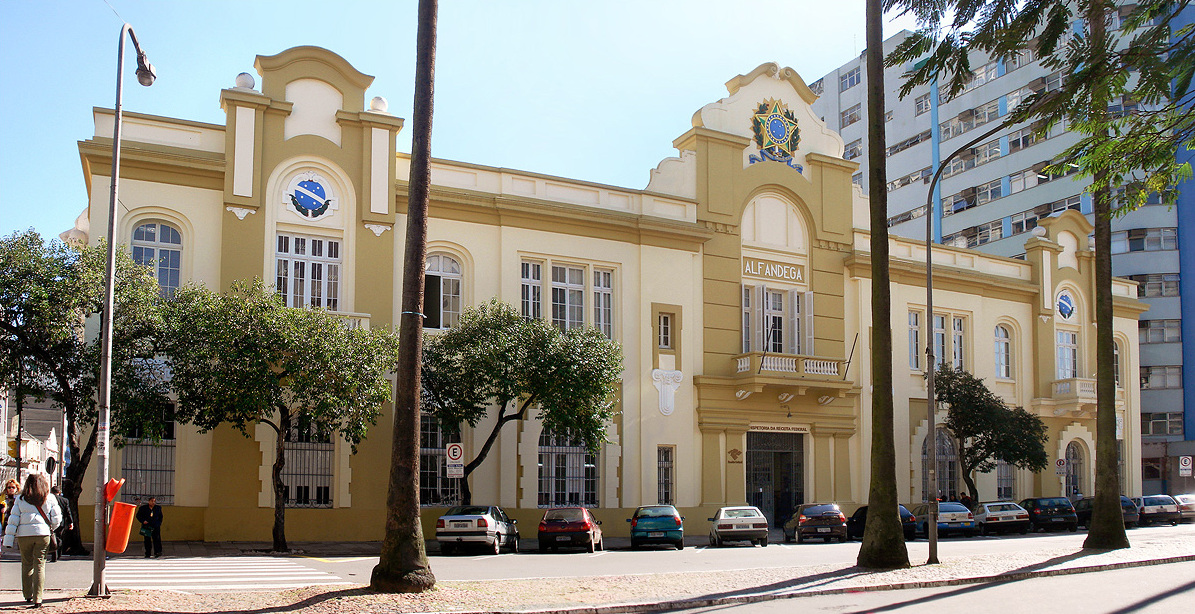
Inspetoria da Receita Federal

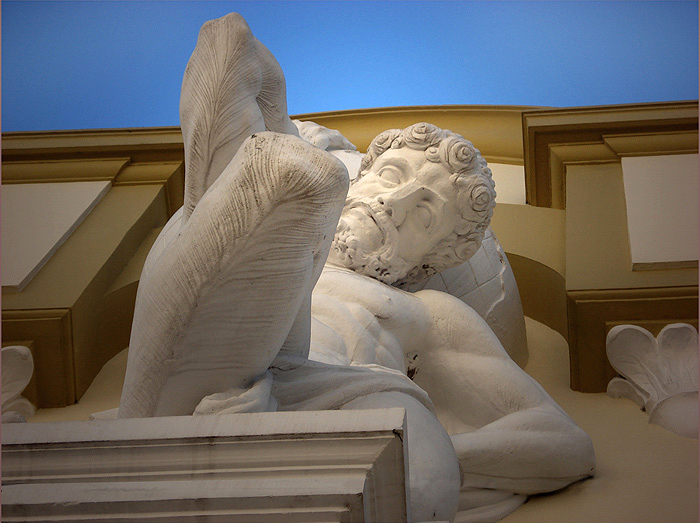
O Atlas na fachada sul

O Prédio da Inspetoria da Receita Federal faz parte de um importante grupo de edificações históricas localizadas no entorno da Praça da Alfândega, no município brasileiro de Porto Alegre. É um edifício tombado pelo Instituto do Patrimônio Histórico e Artístico do Estado do Rio Grande do Sul.
A primeira alfândega de Porto Alegre foi criada por Carta Régia de 15 de julho de 1800, mas só foi instalada em 1 de agosto de 1804, tendo seu prédio original sido inaugurado em 1806 onde hoje fica a Praça, e que então ficava às margens do lago Guaíba. Saint-Hilaire, ao visitar a cidade em 1822, disse que o edifício era muito pesado e rústico e atrapalhava o belo panorama do cais do porto.
Suas atividades foram suspensas em 3 de março de 1836 em virtude da instabilidade política e institucional causada pela Revolução Farroupilha, e os servidores foram transferidos para outros postos alfandegários. Em 20 de abril de 1898 foi abolida, mas logo reinstalada, em 31 de outubro de 1899, voltando a atuar em 1 de setembro de 1900. Em 1968 foi transformada em Delegacia da Receita Federal, e hoje ali funciona a sua Inspetoria.
O prédio atual, em estilo eclético, localizado na área aterrada que ampliou parte do centro da cidade, levou 22 anos para ser concluído, e por causa deste longo tempo o edifício foi apelidado de "uma outra Santa Engrácia", tendo as obras iniciado em 1911 e terminado só em 1933 por causa de diversos problemas contratuais e escassez de recursos. O arquiteto responsável foi o alemão Hermann Otto Menschen.
O terreno original ocupava todo o quarteirão, mas no lado norte foi construído mais tarde um edifício moderno que impede a visualização da fachada deste lado. A entrada principal se dá pela Avenida Sepúlveda s/nº, e a fachada nesta rua, com dois pisos e de volumetria simétrica e tripartida, se caracteriza por uma série de aberturas de variado feitio, com um grande frontispício com sacada acima da porta, e terminando em um frontão de perfil neo-barroco, onde está instalado um grande baixo-relevo do brasão da República. Ladeando este volume central, frontões menores completam a decoração.
As fachadas laterais têm uma volumetria diferente, com dois pisos apenas nas esquinas, e grandes estátuas decorativas, das quais se destaca um enorme Atlas a carregar o globo, de Alfred Adloff, na fachada sul, abaixo do qual também existe uma cabeça feminina em alto-relevo. Na fachada norte, pouco visível, uma outra estátua, o Remador Negro, também de Adloff. Os fundos do prédio possuem uma entrada com grande portão que dá para um pátio interno.
O interior é dividido em muitos escritórios, e no saguão está instalada uma placa comemorativa de importância histórica, pois assinala a inauguração da alfândega gaúcha, sendo a única relíquia do prédio onde primeiro foi instalada. Traz a inscrição:
REGNANTE MARIA I * IOANNE PRINCIPE * LUSITANIAE CLAVUM TENENTE * AUSPICE GUBERNATORE * PAULO IOSEPHO DASILVA GAMA * IN BENEFICIUM * COMERCII NAVIGATIONISQUE * HOC ELEGANTISSIMUM OPUS * POSITUM ET CONSTRUCTUM EST * ANNO 1806
(Tradução: Sendo Rainha Maria I e João Príncipe Regente de Portugal, sob os auspícios do Governador Paulo José da Silva Gama, em benefício do comércio e da navegação foi ordenada e construída esta obra elegantíssima no ano de 1806)